# Konsztantyin Andrejevics Szomov

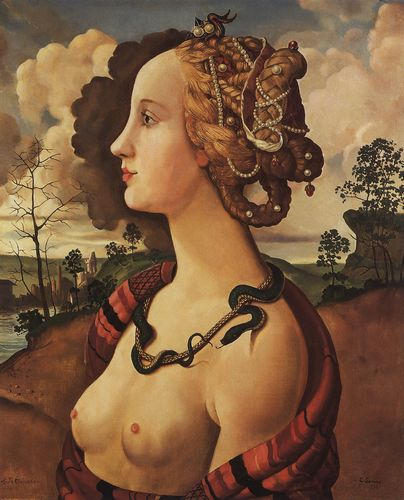
Simonetta Vespucci Di Cosimo-másolat (1939)

Konsztantyin Andrejevics Szomov (oroszul: Константин Андреевич Сомов; Szentpétervár, 1869. november 30. — Párizs, 1939. május 13.) orosz festő, grafikus, színházi kosztüm és díszlettervező. A „Mir Iszkussztva” tagja volt.

## Életpályája
Atyja, Andrej Ivanovics Somov művész és művészettörténész volt, az Ermitázs kurátora, anyja kiválóan értett a zenéhez. A családnak nagy könyvtára és műgyűjteménye volt festményekből, akvarellekből, rézkarcokból, a háznak gyakori vendégei voltak a művészek. A fiatal Konsztantyin Szomov korán kezdett zongorázni, énekelni és festeni.
A szentpétervári Művészeti Akadémián folytatott tanulmányokat, közben Ilja Jefimovics Repin stúdióját is látogatta. Egyes festményein, portréin érződik Repin hatása, például Ober szobrász és felesége portréja (1896); Apa portréja (1897); Önarcképe (1898).
Konsztantyin Szomov gyermekkori barátja volt Alekszandr Nyikolajevics Benois festő, grafikus és művészettörténész, később az ő révén ismerkedett meg Szergej Pavlovics Gyagilevvel, a cári Orosz Balett igazgatójával és Leon Szamojlovics Bakszt festővel és díszlettervezővel.
Az 1890-es évek közepétől a portrék mellett már új témák, s sajátos egyéni stílus jelentkezett képein. Nagy hatással volt rá a 18. századi francia rokokó, a 18. századi ruhák, Jean-Antoine Watteau és Jean-Honoré Fragonard rokokó festészete. Zene terén Jean-Philippe Rameau barokk zenész, André Grétry és Christoph Willibald Gluck operaszerzők, Mozart, stb. muzsikáit kedvelte. Konsztantyin Szomov a képzőművészetnél maradt, mint alkotó, főleg akvarelleket festett, de néha vegyes technikát is alkalmazott, kombinálva akvarellt és gouache-t.
Nagy feltűnést keltett Hölgy kék ruhában (1899) c. képe, amelyet egy gyermekkori barátnőjéről festett, aki fiatalon elhunyt tuberkulózisban. Szivárvány c. képe szabadban sétáló családot ábrázol. Különösen a baletthez és vígjátékokhoz kötődő kosztümök és díszletek tervezése humoros témák megfestésére is ösztönözték, például Paprikajancsi és a hölgy, Alekszandr Alekszandrovics Blok egyik könyvét szimbolikus illusztrációval látta el. 1925-ben (más források szerint 1939-ben) festett jeles portréja Sergey Rachmaninov orosz zeneszerzőt ábrázolja. Portréin a karakter és a lélektani állapot megragadása neki is épp úgy erőssége, mint más legjobb portréfestőké. 
Pályája végén figyelmének középpontjába került Sandro Botticelli festészete, Botticelli szép női alakjainak ábrázolása. Firenze korabeli legszebb asszonyát (Simonetta Vespucci /1453-1476/) is megfestette Botticelli és Piero di Cosimo, végül Cosimo Simonetta Vespucci-képét - feltehetően magánmegrendelésre - lemásolta Szomov, e kép jelenleg az oxfordi Ashmolean Muzeumban található.

## Művei (válogatás)
- Portrék és önarcképek
- Hölgy kék ruhában
- Szivárvány (tájkép figurákkal)
- Paprikajancsi és a hölgy (humoros kép)
- Illusztráció Alekszandr Alekszandrovics Blok könyvéhez (szimbolikus mű)
- Sergey Rachmaninov orosz zeneszerző portréja

## Galéria

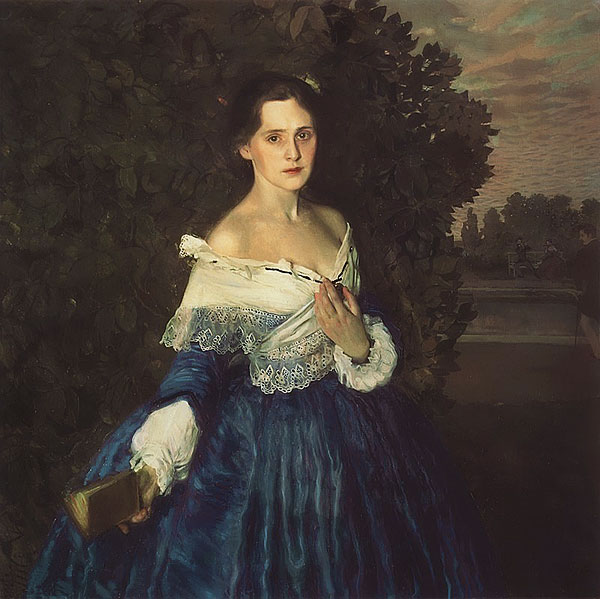
Hölgy kék ruhában (1897)
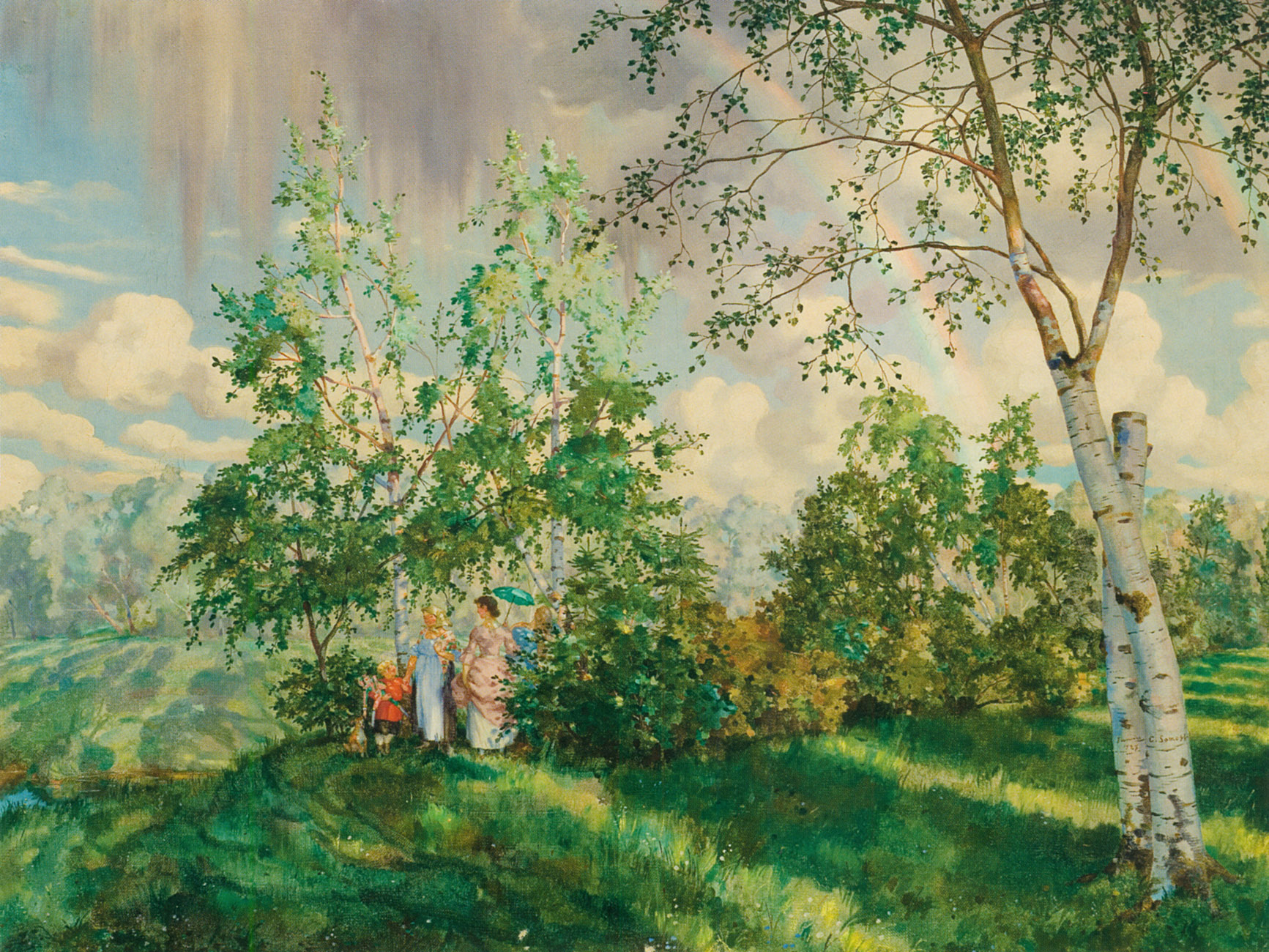
Szivárvány (tájkép figurákkal)
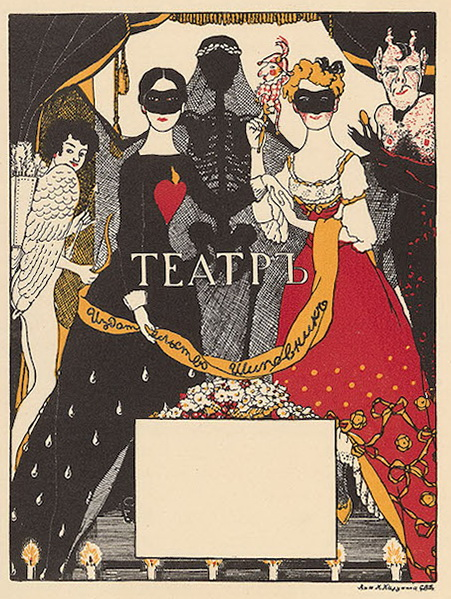
Illusztráció Blok Színház című kötetéhez (1909)
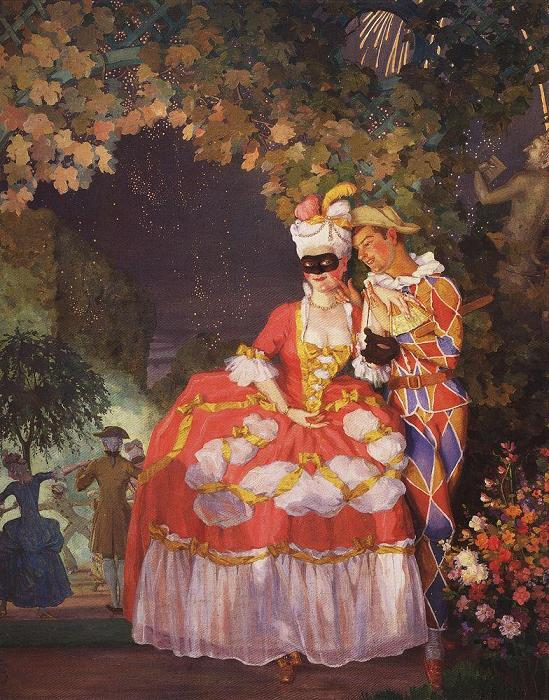
Paprikajancsi és egy dáma (1921)
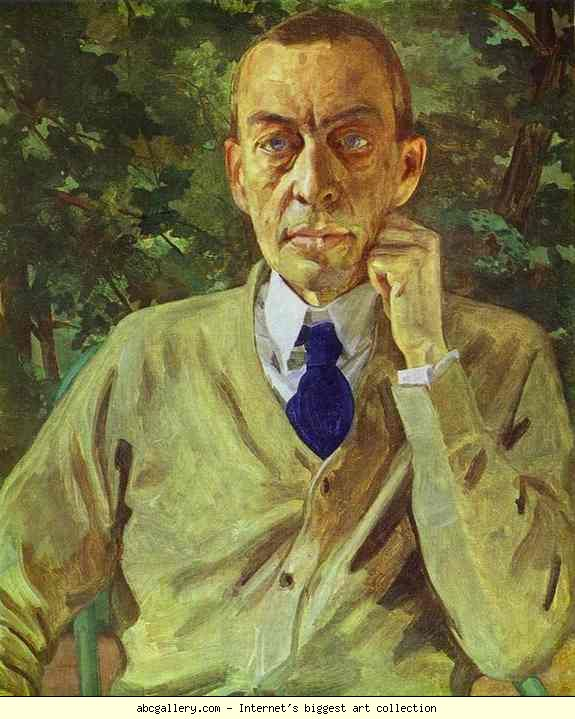
Rachmaninov orosz zeneszerző portréja